# أولجا جارثيا (باحثة)
أولجا جارثيا (بالإسبانية: Olga García Riquelme) (و. 1920 – 2012 م) هي باحثة إسبانية، ولدت في سانتا كروث دي تينيريفه، توفيت في سانتا كروث دي تينيريفه، عن عمر يناهز 92 عاماً.

## التعليم
تعلمت في جامعة لوند.